# Limagne
Ne doit pas être confondu avec Lomagne.
La Limagne est une région naturelle française correspondant à une grande plaine située au centre de l'Auvergne. Elle se situe autour de la vallée de l'Allier et de son affluent la Dore, à l'est de Clermont-Ferrand, essentiellement dans le département du Puy-de-Dôme.
Au sud, on distingue les Limagnes de Langeac, de Brioude, d'Issoire, qui sont des bassins moins étendus et qui se développent aussi le long de l'Allier. Au nord se trouve la Limagne bourbonnaise. Le nom de Limagne peut donc désigner l’ensemble des quatre plaines ou seulement la grande plaine située à l’est de Clermont-Ferrand. Cette dernière est aussi appelée « Grande Limagne » pour la distinguer des petites Limagnes au sud.

Situation de la Limagne (en rose) dans la région Auvergne.

La plaine est bordée à l'ouest par la faille de Limagne, inscrite au Patrimoine mondial en 2018 avec la chaîne des Puys,.

## Toponymie

### Origine
Une étymologie populaire fait venir le nom de Limagne du latin lacus magnus, en référence au « grand lac qui recouvrait la région. Celui-ci s’est progressivement asséché, prenant la forme d’un immense marais (au XVIIIe siècle, on pouvait encore se noyer en Limagne) avant d’être la plaine fertile actuelle ».
Il est plus probable que Limagne dérive du radical indo-européen lim, « limon, boue », ici probablement d'origine gauloise, qui rappelle cette histoire lacustre.

### Noms en langues régionales
En auvergnat son nom est « Limanha » en graphie classique, et Lemanhà en écriture auvergnate unifiée.
La forme est « Limanhe » en bourbonnais du Croissant (parlé en Limagne bourbonnaise) tandis qu'en bourbonnais d'oïl (région de Saint-Pourçain-sur-Sioule) la forme est exactement la même qu'en français standard.

## Géographie

### Situation de la Grande Limagne
Elle est bordée à l'ouest par le plateau granitique des Combrailles sur lequel repose la chaîne des Puys, et à l'est par les monts du Forez. Elle mesure environ 90 km de long et de 15  à   40 km de large. Au sud, elle est parsemée de très vieux pitons et plateaux d'origine volcanique.

### Climat
L'influence du relief est très importante, à cause de la disposition des obstacles montagneux (nord/sud). Cette disposition, perpendiculaire à la circulation générale d'Ouest en Est de l'atmosphère qui caractérise les latitudes de France continentale, est à l'origine de la sécheresse relative des Limagnes.
Cette caractéristique climatique est la conséquence d'un effet dû au relief, c'est l'effet de foehn (redescente ⇒ compression ⇒ réchauffement ⇒ désaturation ⇒ arrêt des précipitations). Meilhaud, situé en Limagne, est l'un des sites les plus secs de France continentale, avec 530 mm de pluie par an.
La Limagne est en effet une des régions qui connaît un des taux de pluviométrie les plus faibles de France.

### Contexte géologique
Les Limagnes sont des bassins sédimentaires français d'âge Éocène supérieur à Miocène inférieur. Elles font partie du grand ensemble des bassins extensifs ouest-européens (rift ouest-européen) qui regroupent également la Bresse, le sillon rhodanien, le fossé rhénan et le graben de l'Eger. Ces bassins cénozoïques sont situés à l'avant et globalement parallèlement à l'Arc alpin et se sont formés pendant l'orogenèse de ce dernier. La subsidence a été maximale dans le fossé de Limagne, où elle a atteint 2 000 mètres à l'ouest (l'affaissement atteint 2 700 m à la verticale de Riom), à l'aplomb de la faille, la limagne étant un demi-graben (une seule à faille à l'ouest et le socle remonte progressivement à l'est). Ce fossé est ainsi comblé de sédiments essentiellement d'origine continentale : le remblaiement est successivement détritique (sables, arkoses), lagunaire (marnes gypsifères), saumâtre (marnes à Cypris), puis lacustre (calcaires localement bitumineux). Ces dépôts correspondent au fonctionnement d'un bassin laguno-lacustre avec une incursion marine au Rupélien supérieur d'origine probablement méridionale.

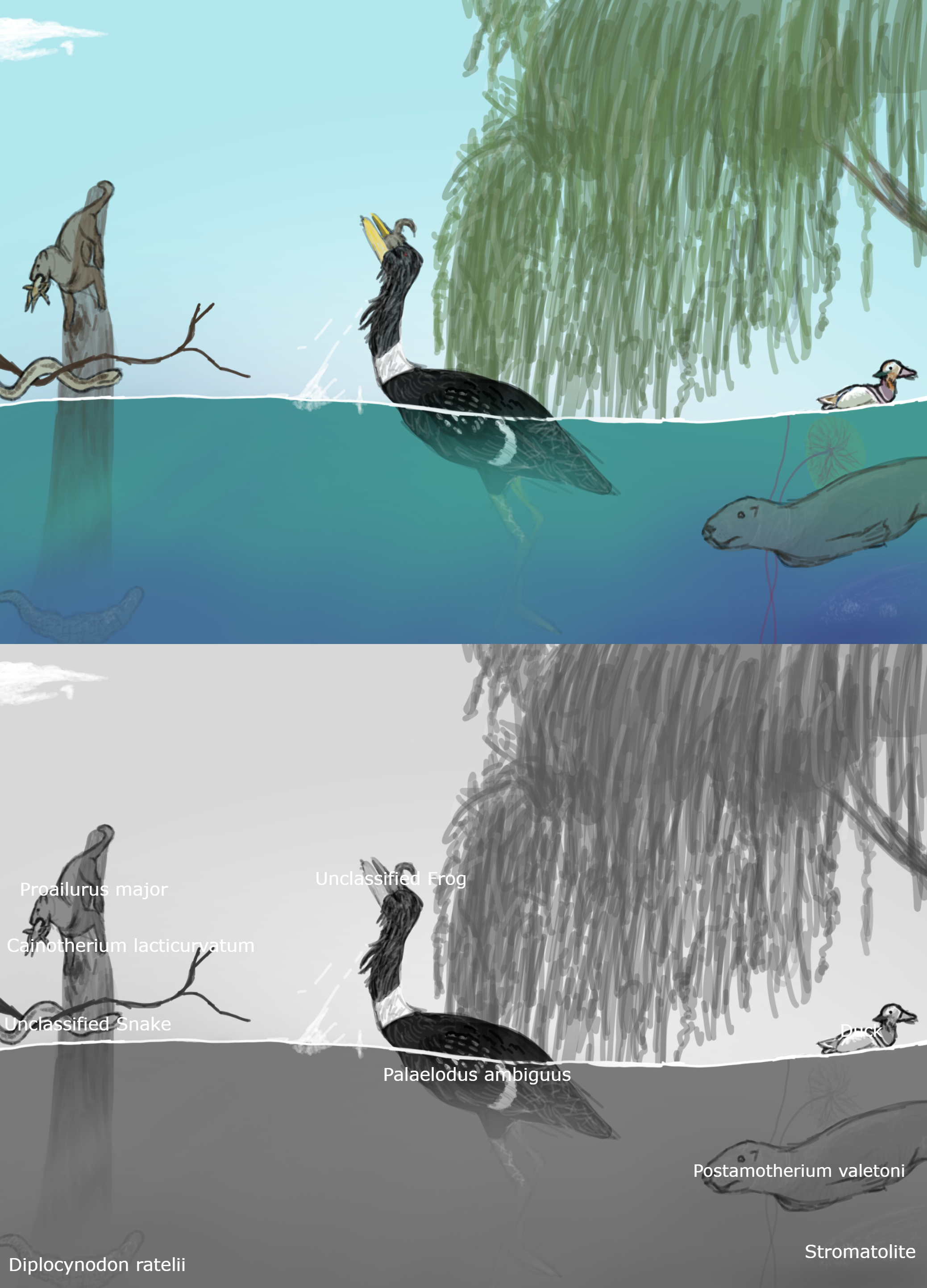
Scène paléoartistique de la formation, la plupart spécifiquement un environnement marécageux.

## Histoire
Le terme limagne désigne une petite plaine fertile dans un encadrement montagneux, mot probablement de même origine que limon, c'est-à-dire issu du latin limus (boue).
À l'aube de l'agriculture, le grand lac originel est depuis longtemps comblé. La couche supérieure du sol est alors très riche en matières organiques et sables volcaniques descendus de la jeune chaine des Puys, qui se mélangent aux marnes et calcaires issus de la longue sédimentation.
Dès la Tène, les hommes constatent la très grande fertilité de ces terres noires et ils commencent à drainer cette région, alors parsemée de petits lacs et de marais, mais parcourue par deux rivières drainantes, l'Allier et la Dore. Au fil des siècles, les puissants Arvernes font du bord ouest de la Limagne (Clermont-Ferrand et ses alentours) le centre de leur territoire. Pendant ce quasi-millénaire gaulois, la forte extension de l'industrie (extraction minière, métallurgie, poterie), couplée à l'extension humaine et donc agricole, génère un déboisement massif qui accroît de manière significative le ruissellement et donc l'érosion.
À la fin de l'Antiquité, dans une période à l'organisation sociale délitée, les drains colmatés provoquent le recouvrement des champs par des boues à chaque épisode pluvieux intense. Pendant près de 1 500 ans, dans un contexte social difficile (guerres, instabilités politiques, épidémies, obscurantisme, etc.), les habitants tentent laborieusement de domestiquer leur habitat en asséchant les marais, les principaux datant du XVIIe, XVIIIe (dessèchement du « marais commun ») et XIXe siècle. Il faut attendre le Plan Limagne de 1968 pour que l'assèchement soit complet et fonctionnel, faisant ainsi de cette plaine l'une des plus fertiles d'Europe.

## Économie
L'élevage bovin et l'arboriculture ont aujourd'hui pratiquement disparu, remplacés par les plus rémunératrices cultures de céréales, tabac, ou betterave à sucre, avec des rendements comparables à ceux de la Beauce et de la Brie.
Sur les coteaux qui parsèment la plaine, il subsiste quelques rares et anecdotiques vestiges de ce qui était, avant la grande crise phylloxératique de la seconde moitié du XIXe siècle, l'une des grandes régions de production du vin de table français.
Le 27 février 2017, Stéphane Le Foll alors ministre de l'Agriculture a annoncé au Salon de l'Agriculture 2017 soutenir un projet de « laboratoire vivant dédié à l’agro-écologie en grandes cultures en Limagne », qui se veut être une « traduction opérationnelle de la vision de l’agro-écologie développée dans le rapport « Agriculture Innovation 2025 » ». Ce laboratoire, appelé « Laboratoire d’innovation territorial pour les grandes cultures de Limagne-Val d’Allier » est créé en 2016 et devient le premier living lab agricole.

## Principales curiosités
- Abbaye de Mozac : célèbre pour sa sculpture romane
- Auzon : village médiéval avec une église romane
- Billom : célèbre pour sa foire à l'ail à la mi-août et son riche passé
- Brioude : basilique Saint-Julien
- Château de Ravel
- Effiat : essentiellement pour son château
- Riom : cité Renaissance, classée ville d'art et d'histoire
- Usson : pour les ruines de son château et ses orgues basaltiques et son histoire : ce fut le lieu d'exil de la reine Margot
- Parentignat : pour son château, mais aussi pour son pont suspendu.
- Issoire : pour son église, et la tour de l'horloge, dans le centre-ville.